# Heterostegane contessellata
Heterostegane contessellata là một loài bướm đêm trong họ Geometridae.